# Nvidia Volta
Volta er navnet på Nvidias mikroarkitektur, som er opfølgeren til Pascal-arkitekturen.
Arkitekturen er opkaldt efter den italienske fysiker Alessandro Volta, opfinderen af det elektriske batteri.
Arkitekturen er baseret på 12 nm-processen, i modsætning til forgængeren, Pascal, som er baseret på 16 nm. Derudover benytter Volta HBM2 (High Bandwidth Memory 2), hvilket er markant hurtigere end den tidligere benyttede GDDR5X.
Volta blev først benyttet i Nvidia Tesla V100, som er designet til serverbrug. Voltas første implementering i et kort til desktop-brug er Nvidia Titan V, som udkom i december 2017, med en pris på $2999.